# Gnarwolves
Gnarwolves est un groupe britannique de punk rock, originaire de Brighton, en Angleterre, actif entre 2011 et 2018. Le groupe était composé du chanteur et guitariste Thom Weeks, du bassiste et chanteur Charlie Piper, et du batteur Max Weeks.

## Histoire
Bien qu'originaire des Cornouailles, Gnarwolves est formé vers la fin de l'année 2011 à Brighton et le 1er décembre, le groupe sort son premier EP, Fun Club. Bien que l'EP ait été réédité plus tard, le 16 juillet 2012, avec une couverture différente et quatre chansons supplémentaires couvrant les groupes Converge, Green Day, Black Flag et AFI. Le groupe passe la majeure partie des deux années suivantes à tourner au Royaume-Uni et en Europe. Le 16 juillet 2012, le groupe sort son deuxième EP, CRU. Un peu moins d'un an plus tard, le groupe sort son troisième EP, Funemployed. Les deux EP sont largement acclamés par la critique et reçoivent les éloges de publications grand public telles que Kerrang! et Rock Sound, entre autres,,.
Le 24 février 2014, le groupe sort une compilation, Chronicles of Gnarnia, composé des chansons des trois premiers EP de Gnarwolves. Absolute Punk déclare que « Chronicles of Gnarnia n'est pas seulement une mesure des contes au fil du temps, mais aussi de l'authenticité du groupe. Ils ne se soucient pas de jouer selon les règles de la pop punk typique car leurs influences s'étendent entre l'emo, le punk hardcore, le folk punk et la pop alternative ». Le 15 juillet 2014, Gnarwolves annonce que leur premier album s'appellera Gnarwolves, et sortira le 15 septembre 2014 chez Pure Noise Records, Zane Lowe présentant leur nouveau single Smoking Kills dans son émission sur BBC Radio 1,,. Le groupe ouvre pour Blink-182 sur la partie italienne de leur tournée européenne et ouvre la scène principale des festivals Reading et Leeds en 2014. Le groupe effectue sa toute première tournée aux États-Unis en octobre 2014 aux côtés de The Story So Far, The Wonder Years et Modern Baseball.
Le 13 novembre 2015, Gnarwolves sort son quatrième EP, Adolescence. La sortie de Adolescence est suivie d'une tournée européenne en première partie de Great Cynics, puis de Boxkite du 17 novembre au 2 décembre. Cette tournée suit ensuite d'une autre au Royaume-Uni avec Spraynard et Such Gold du 8 au 18 décembre. En février 2017, Gnarwolves annonce la sortie de leur deuxième album studio, Outsiders, pour le 5 mai 2017. Le 14 novembre 2017, une femme se manifeste sur Twitter en accusant Max Weeks de l'avoir agressée sexuellement dans un club de Glasgow alors qu'ils étaient en tournée avec The Story So Far en 2013. Max a plus tard admis les faits dans une déclaration sur Facebook et s'est excusé auprès de la survivante pour son comportement.
Le groupe annonce une pause en janvier 2018, après ses derniers concerts à Londres, où toute sa discographie est jouée dans son intégralité. Par la suite, le bassiste Charlie forme un nouveau groupe basé à Brighton, High Praise, qui sort son premier EP en juin 2019.

## Discographie
- 2014 : Gnarwolves
- 2017 : Outsiders